# António de Sousa Coutinho
António de Sousa Coutinho est le 18e gouverneur du Ceylan portugais.